# Tatort: Angst im Dunkeln
Angst im Dunkeln ist ein Fernsehfilm aus der Krimireihe Tatort. Der von Radio Bremen produzierte Beitrag ist die 1266. Tatort-Episode und wurde am 1. April 2024 im SRF, im ORF und im Programm der ARD Das Erste ausgestrahlt. Das Bremer Ermittlerduo Moormann und Selb ermittelt in seinem fünften gemeinsamen Fall. Verkörpert werden die Kommissarinnen von den Schauspielerinnen Jasna Fritzi Bauer und Luise Wolfram. Die Haupt-Gaststars dieser Folge sind Pegah Ferydoni, Sophie Lutz, Inez Bjørg David, Claudia Geisler-Bading und Henning Baum. 

## Handlung
Dr. Ayla Ömer, Viola Klemm und Marlene Seifert, befreundete Mütter aus dem gutbürgerlichen Bremen-Schwachhausen, lassen sich von ihren Kindern an einer ihnen unbekannten Stelle im Wald aussetzen (sog. „Dropping“). Sie wollen testen, ob die Aufgabe, ohne weitere Hilfe zurück nach Bremen zu finden, für ihre Kinder im Teenageralter sicher ist. Unter den Kindern hatte es in letzter Zeit Streit gegeben. Statt Wasser haben die drei Frauen alkoholische Getränke mitgenommen. Trotz der Absprache, ohne Handys unterwegs zu sein, haben sie ihre Handys dabei. Marlene Seifert übernimmt die Führung der drei Frauen. Sie verlaufen sich und übernachten in einem Zelt. Als die Mütter nicht nach Hause kommen, suchen die Kinder sie im Wald. Dabei beobachten sie, wie Marlenes Mann Klaus Ayla Ömer im dunklen Wald trifft und küsst. Auch Marlene Seifert beobachtet dieses Treffen der zwei.
Am nächsten Morgen – es ist ein regnerischer Tag – entdecken die Frauen, dass ihre Sachen vor dem Zelt verstreut sind. Viola Klemm findet auf ihrem Handy ein Foto, das sie schlafend im Zelt zeigt. Dies entspricht dem Modus Operandi des „Handymann“, der vor mehreren Jahren den Wald unsicher gemacht und Frauen im Schlaf fotografiert hatte. Eine Frau, Karla Bennett, war damals verschwunden. Danach hörten die Taten des „Handymann“ auf. Das Verschwinden von Karla Bennett konnte nicht aufgeklärt werden, der „Handymann“ wurde nie identifiziert.
Marlene Seifert deutet Ayla Ömer gegenüber an, dass sie deren Verhältnis mit ihrem Mann nicht hinnehmen werde. Nachdem Marlene Seifert ausgerutscht ist und sich den Knöchel verstaucht hat, gibt ihr Ayla statt Schmerztabletten ein Antihistaminikum. Zusammen mit dem Alkohol, den sie zum Herunterschlucken trinkt, löst es Kopfschmerzen und Benommenheit aus. Die Frauen entdecken im Wald einen getarnten Holzverschlag und lassen sich dort im Trockenen nieder. Marlene Seifert droht Ayla Ömer, deren Verhältnis mit ihrem Mann Klaus öffentlich zu machen. Obwohl es schon dunkel geworden ist, will Marlene nicht bei den beiden anderen Frauen bleiben und geht mit ihrer Taschenlampe hinaus in den Wald.
In der zweiten Nacht verschwindet Marlene Seifert. Ayla Ömer und Viola Klemm erhalten am nächsten Morgen auf ihren Handys eine Nachricht mit einem Foto der Vermissten, das vermuten lässt, dass Marlene tot ist. 
Die Kriminalkommissarinnen Liv Moormann und Linda Selb nehmen die Ermittlungen auf. Der Film vermischt die Ermittlungsarbeit der Kommissarinnen mit Rückblenden darüber, wie die drei Frauen durch den Wald irrten und wie das Misstrauen zwischen ihnen immer mehr Raum einnahm.
Linda Selbs Tante wohnt in Schwachhausen. Von ihr erfahren die Kommissarinnen auch, dass Ayla Ömer ein Verhältnis mit Marlene Seiferts Mann Klaus hatte. Selb sucht indes Werner Behrens auf, der vor Jahren verdächtigt wurde, als „Handymann“ Frauen zu ängstigen. Dieser gibt zu, in der Mordnacht im Wald gewesen zu sein. Bis kurz nach dem Verschwinden von Karla Bennett hatte er einen alten Bunker im Wald gemietet. Beim offensichtlich von Behrens errichteten Unterstand, in dem die Frauen vor dem Regen Schutz gesucht hatten, finden die Kommissarinnen den Mantel der Toten. Behrens flieht, als sich die Ermittlerinnen nähern und wird festgenommen.
Auf einem Video, das Behrens mit einer Wildkamera aufgenommen hat, sehen Moormann und Selb, wie Viola Klemm Marlene Seifert im Streit in eine Pfütze stößt und dort liegen lässt. Klemm wird verhaftet, Behrens wird entlassen. Als die Polizei Beweise für Behrens’ Schuld am Tod von Marlene Seifert und Karla Bennett findet, folgen die Kommissarinnen Behrens zu dessen Behausung am Hafen. Sie können jedoch nicht verhindern, dass Marlenes Tochter Lily Behrens erschießt, als dieser sich seinem Haus nähert.

## Dreharbeiten, Hintergrund
Der Film wurde vom 31. Mai bis zum 29. Juni 2023 in Schwanewede und Bremen-Schwachhausen gedreht.
Claudia Geisler-Bading, die einen Gastauftritt als Tante von Kommissarin Selb hat, ist tatsächlich die Tante von Selb-Darstellerin Luise Wolfram.

## Rezeption

### Kritik
Holger Gertz äußerte sich in der Süddeutschen Zeitung zwiegespalten über den Film: Er sei zwar „ambitioniert aus zwei Strängen montiert“, zu viele Personen blieben aber blass. Das gelte allerdings nicht für die Kommissarinnen; Bauer als Liv Moormann sei auch hier wieder ein Erlebnis.
Das Lexikon des Internationalen Films gab dem Film auf einer 5-Sterne-Bewertungsskala einen halben Stern, beurteilte ihn ablehnend als einen „haarsträubend jenseits jeglicher Logik“ entwickelten Krimi, der aus seiner Ausgangssituation keine Spannung zu erzeugen verstehe, und kritisierte weiter: „Die Zeichnung des Wohlstandsmilieus überschreitet in der Klischeehaftigkeit beständig die Grenze zum Lächerlichen, der Richtungsstreit zwischen den Kommissarinnen bleibt völlig motivationslos.“

### Einschaltquoten
Die Erstausstrahlung von Angst im Dunkeln am 1. April 2024 wurde in Deutschland von 6,52 Millionen Zuschauern gesehen und erreichte einen Marktanteil von 23,0 % für Das Erste. Bei einer Wiederholung in der Tatort-Sommerpause am Sonntag, 29. Juni 2025 wurden 4,70 Millionen Zuschauern erreicht – das entsprach einem Marktanteil von 23,1 % für Das Erste.